# Маубі

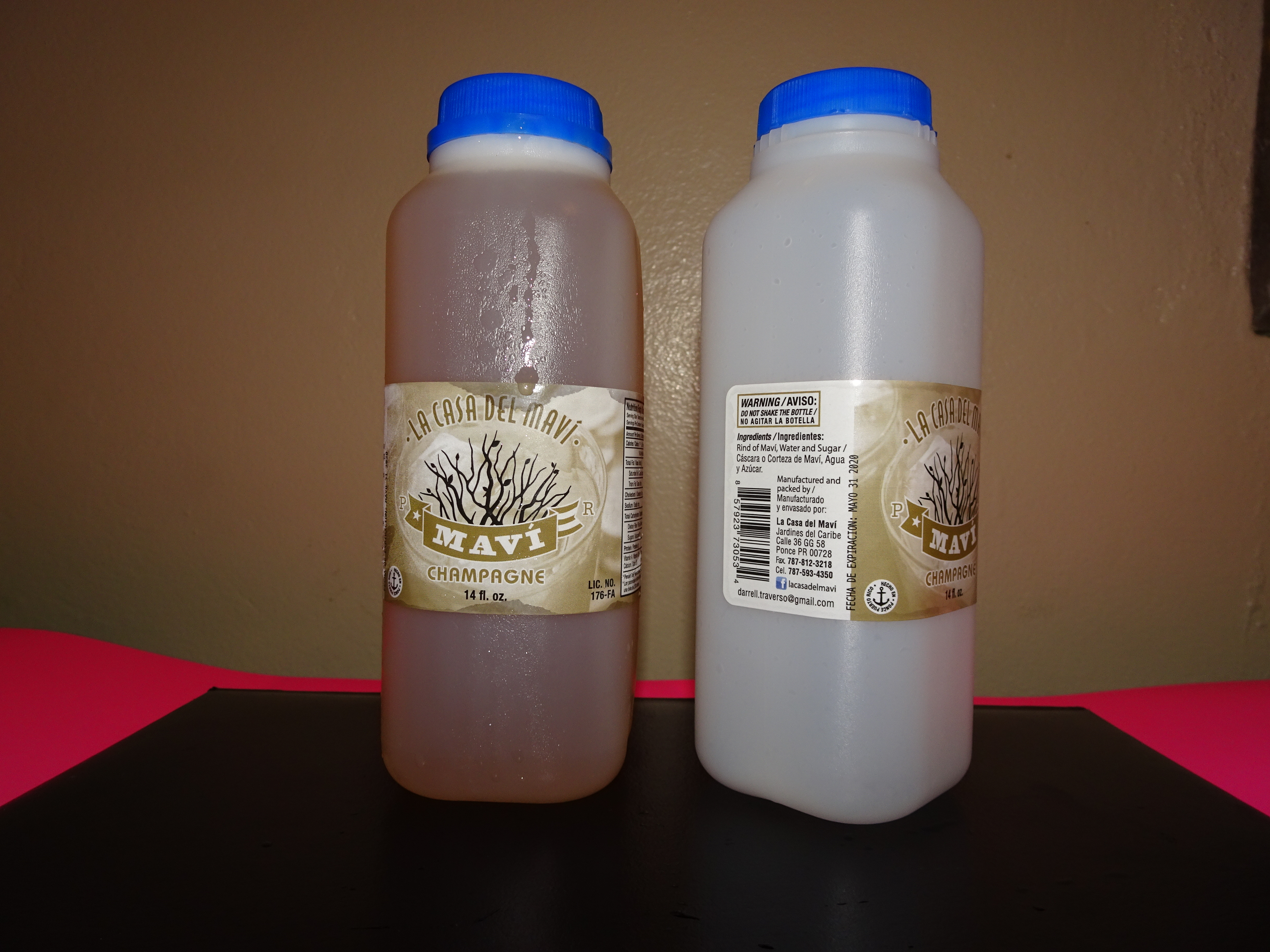
Пляшки Маві з Понсе, Пуерто-Рико; ліва пляшка має мабі, права порожня

Маубі (у Тринідаді і Тобаго, Сент-Люсії, Сент-Кіттс і Невіс, Ямайка, Сент-Вінсент і Гренадини, Гренада, Гаяна, Бермудські Острови, Барбадос, Антигуа і Барбуда та Ангілья), також відомий як маві (або мабі) в Домініканській Республіці та Пуерто-Рико, мабі на Гаїті та Мартиніці та маубі на Віргінських островах і голландських карибських островах Сінт-Естатіус, Сінт-Мартен і Саба) — напій на основі кори дерева, який вирощують і широко вживають у Карибському басейні. Його виготовляють із цукру та кори та/або плодів певних видів роду Colubrina, включаючи Colubrina elliptica (також звану behuco indio) і Colubrina arborescens, невелике дерево, що походить із північних Карибських островів і південної Флориди. Рецепти зазвичай включають також інші інгредієнти, такі спеції, як аніс, дуже поширені. Маубі традиційно був ферментованим напоєм, виготовленим невеликими партіями, але зараз це переважно комерційний безалкогольний напій без ферментації.

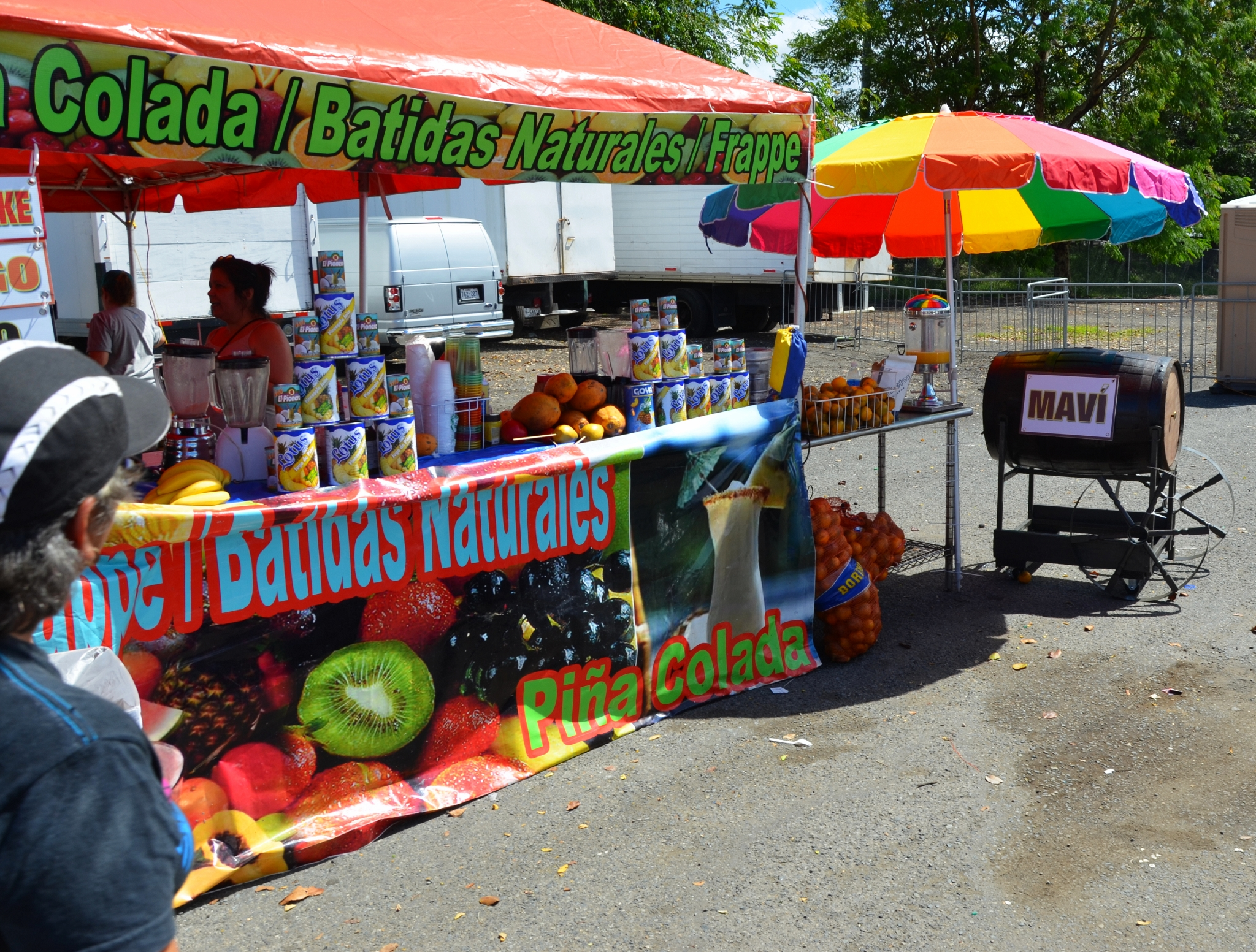
Фруктова ятка, що продає маві на автосалоні в Пуерто-Рико

Гаїті та Домініканська Республіка є двома найбільшими експортерами кори та листя в Карибському басейні. Часто напій зброджують із порції попередньої партії, а іноді вживають незбродженим. Маубі часто купують у вигляді готового сиропу, а потім змішують із водою (газованою чи негазованою) на смак споживача, але багато хто готує його самостійно вдома або купує в сусідніх виробників чи вуличних продавців. Його смак спочатку солодкуватий, чимось схожий на кореневе пиво, але змінюється тривалим, але не терпким гіркуватим присмаком. Для багатьох це набутий смак і, як відомо, викликає початкову проносну реакцію, несподівану для багатьох тих, хто п'є вперше.

## Комерційні безалкогольні напої
Grupo Taino LLC з Домініканської Республіки продає дві комерційні версії мабі, обидві виготовлені з газованою водою. Сейбано світліший за кольором і виготовляється з екстракту кори дерева та білого та коричневого цукру, тоді як Качео темніший і виготовлений як із кори, так і з екстракту фруктів, зі спеціями та коричневим цукром. Усупереч своїй назві, Мабі Качео не містить сік пальм Качео (Pseudophoenix ekmanii та P. vinifera).
Mauby Fizzz — це комерційно вироблена газована версія напою, виробленого в Тринідаді і Тобаго багатонаціональною компанією PepsiCo з кори маубі. Він неферментований. Подібна версія також виробляється в Сент-Вінсенті і Гренадинах під назвою Hairoun Mauby, вироблена компанією St. Vincent Brewery Limited, яка входить до портфоліо AmBev.